# Figure allongée, en trois morceaux, No 1

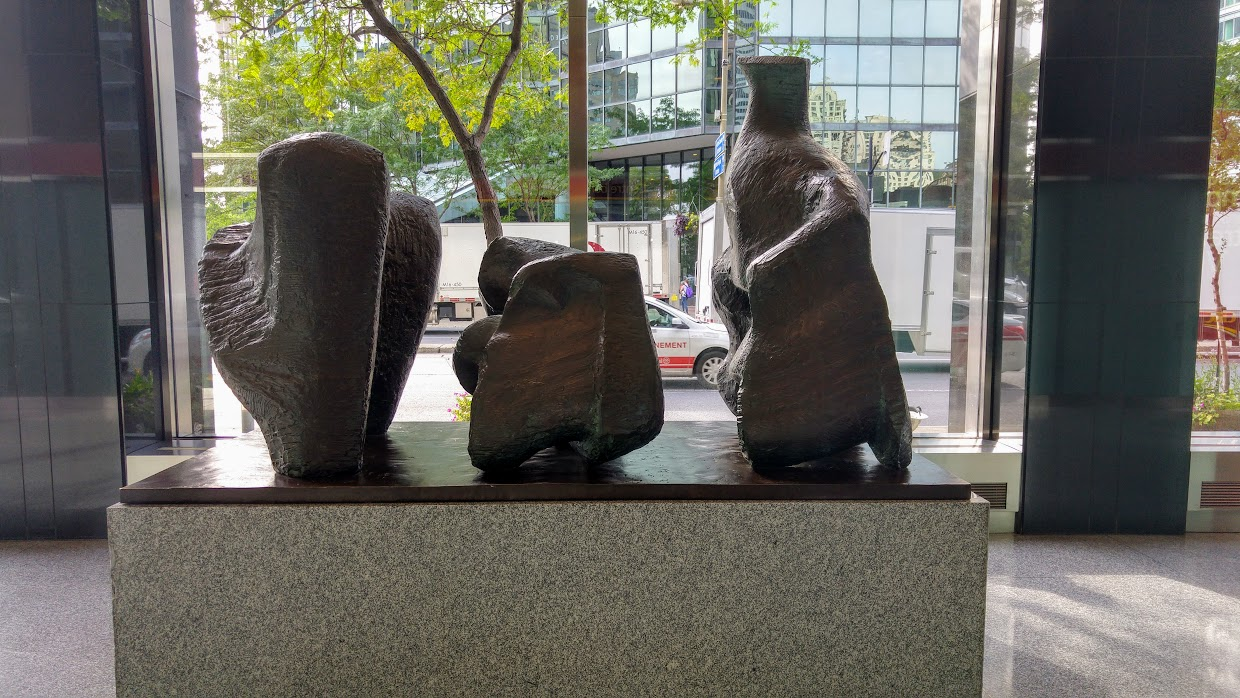
Figure allongée, en trois morceaux, No 1

La Figure allongée, en trois morceaux, No  1 est une sculpture de Henry Moore.
La sculpture en bronze est inaugurée en 1962 dans l'atrium de la tour CIBC à Montréal par le maire Jean Drapeau. Elle était alors la première sculpture monumentale de Moore au Canada et portait le nom de Figure couchée en trois parties, No  1. Coulée en sept exemplaires, l'œuvre est typique des figures allongées de Moore, sujet récurrent lui permettant d'explorer la relation entre abstraction et figuration.
La sculpture est donnée par la CIBC au Musée des beaux-arts de Montréal en 2017. Elle est installée dans le jardin de sculptures.

## Source
- Mary-Dailey Desmarais et Anne Grace, « Henry Moore : une donation exceptionnelle », Revue M du Musée des beaux-arts de Montréal,‎ hiver 2018, p. 12-13 (ISSN 1715-4820)